# Metropolitan Opera National Council Auditions

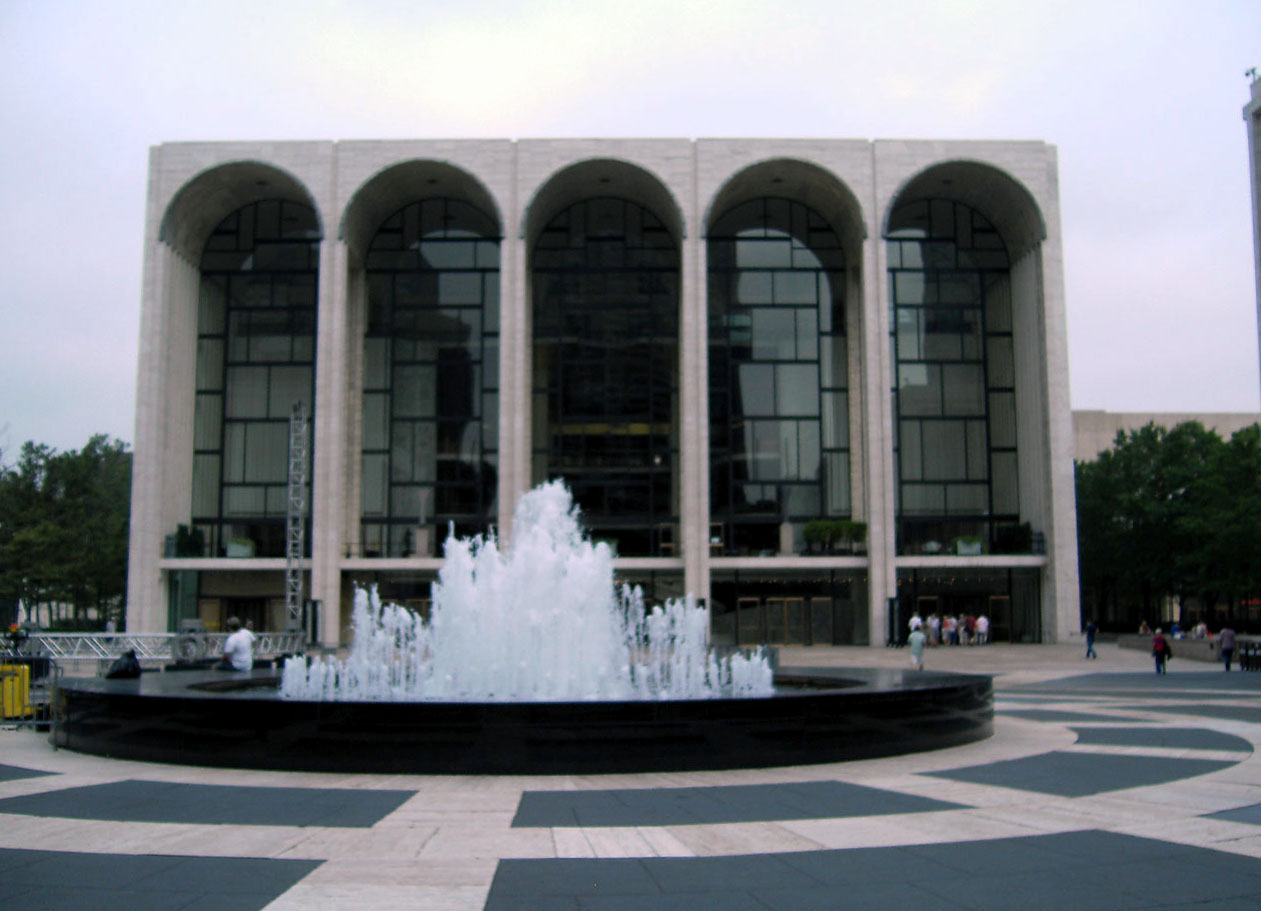
Metropolitan Opera

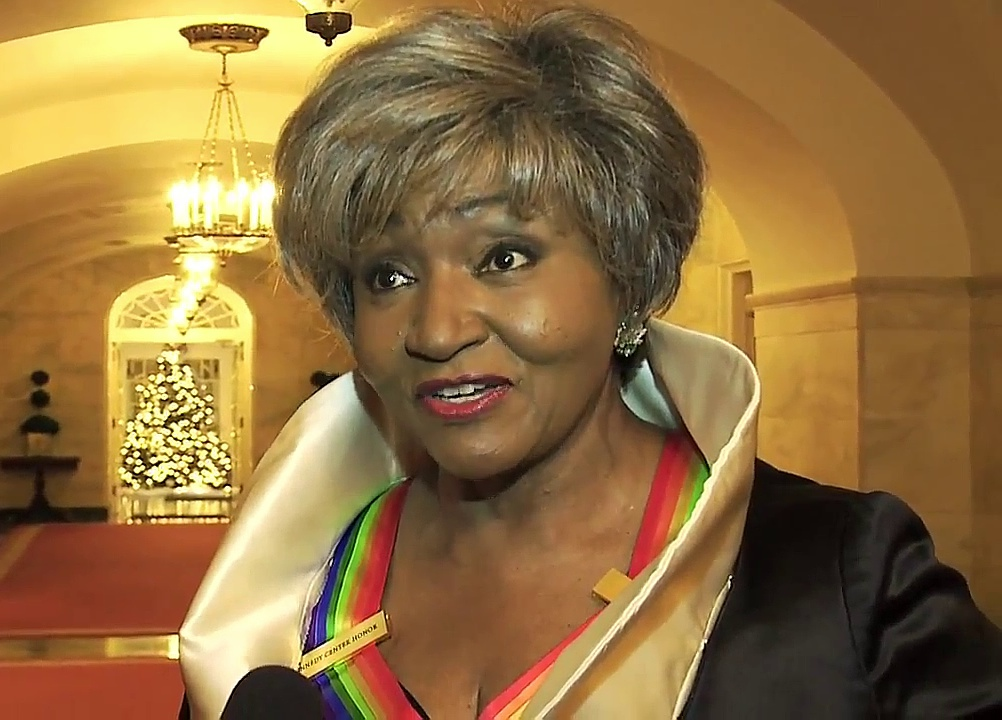
Eine der Gewinnerinnen des Metropolitan Opera National Council Auditions im Jahr 1958: Grace Bumbry (Aufnahme aus 2009)

Die Metropolitan Opera Eric and Dominique Laffont Competition (ehemals: Metropolitan Opera National Council Auditions) sind ein jährlicher Gesangswettbewerb in den Vereinigten Staaten, Kanada und Puerto Rico, der von der Metropolitan Opera in New York City veranstaltet wird.

## Ziel
Um das nationale Interesse an und die Unterstützung für die Metropolitan Opera zu erhöhen, wurde 1952 durch August Belmont das Metropolitan Opera National Council gegründet, das seit 1954 den jährlich stattfindenden Gesangswettbewerb Metropolitan Opera National Council Auditions ausrichtet. Ziel des Gesangswettbewerbs ist es, junge Opernsänger und -sängerinnen aus den Vereinigten Staaten, Kanada und Puerto Rico zu entdecken, zu unterstützen, zu fördern und zu entwickeln.

## Organisation
Der Wettbewerb wird in vier Phasen ausgetragen: Distriktwettbewerbe („District Competitions“), Regionalwettbewerbe („Regional Competitions“), Halbfinalwettbewerbe („Semi Final Competitions“) und Finalwettbewerb („Final Competition“). Jede Phase wird von einer Jury aus Vertretern der Metropolitan Opera beurteilt. Es gibt insgesamt 14 regionale Wettbewerbe in den Vereinigten Staaten, Kanada und Puerto Rico und 42 Distriktwettbewerbe in jeder Region. Die Gewinner des Distriktwettbewerbs treten in den Regionalwettbewerben an. Die Gewinner der Regionalwettbewerbe erhalten eine Einladung nach New York City, um auf der Bühne der Metropolitan Opera im nationalen Halbfinale gegeneinander anzutreten. Etwa zehn Halbfinalisten werden ausgewählt, um am Finalwettbewerb teilzunehmen. Im Finale werden fünf Gewinner ausgewählt. Diese erhalten jeweils ein Preisgeld in Höhe von 15.000 US-Dollar. Die restlichen Finalisten erhalten 5.000 US-Dollar als Preisgeld.

## Gewinner

### 1954 bis 1959
- Ethel Wagner DeLong, Sopran (1954)
- Charlotte Reincke, Sopran (1955)
- William Black, Tenor (1956)
- Dorothy Cole Posch, Mezzosopran (1956)
- Robert Nagy, Tenor (1956)
- Robert Mosley, Bariton (1957)
- Joan Wall, Mezzosopran (1957)
- Felicia Weathers, Sopran (1957)
- Grace Bumbry, Mezzosopran (1958)
- Barbara Faulkner, Mezzosopran (1958)
- Lucille Kailer, Sopran (1958)
- Barbara Leichsenring, Sopran (1958)
- Jefferson Morris, Tenor (1958)
- Ronald Holgate, Bassbariton (1959)
- Norman Mittelmann, Bariton (1959)
- Roald Reitan, Bariton (1959)
- Ann Scott, Sopran (1959)
- Teresa Stratas, Sopran (1959)

### 1960 bis 1969
- Mary Jennings, Sopran (1960)
- Mary MacKenzie, Mezzosopran (1960)
- Spiro Malas, Bassbariton (1960)
- Lavergne Monette, Sopran (1960)
- Polyna Savridi, Sopran (1960)
- Benita Valente, Sopran (1960)
- Billie Lynn Daniel, Sopran (1961)
- Maria de Francesca-Cavazza, Sopran (1961)
- Edna Garabedian, Mezzosopran (1961)
- Francesca Roberto, Sopran (1961)
- George Shirley, Tenor (1961)
- Shirley Verrett, Sopran (1961)
- Elizabeth Fischer, Mezzosopran (1962)
- June Genovese, Mezzosopran (1962)
- Kay Griffel, Sopran (1962)
- Janis Martin, Sopran (1962)
- James McCray, Tenor (1962)
- Carol Toscano, Sopran (1962)
- Veronica Tyler-Scott, Sopran (1962)
- William Walker, Bassbariton (1962)
- Russell Christopher, Bariton (1963)
- Justino Díaz, Bassbariton (1963)
- Junetta Jones, Sopran (1963)
- Michael Trimble, Tenor (1963)
- Gene Boucher, Bariton (1964)
- Maria Candida, Sopran (1964)
- Robert Goodloe, Bariton (1964)
- Katherine Kaufman, Sopran (1964)
- Mary Beth Peil, Sopran (1964)
- Huguette Tourangeau, Mezzosopran (1964)
- Loretta Di Franco, Sopran (1965)
- Gretchen D'Armand, Sopran (1965)
- Theodore Lambrinos, Bariton (1965)
- Claudia Lindsey, Sopran (1965)
- Maria Pellegrini Macko, Sopran (1965)
- Will Roy, Bassbariton (1965)
- Richard Stilwell, Bariton (1965)
- Karan Armstrong, Sopran (1966)
- Dominic Cossa, Bariton (1966)
- Conrad Immel, Bariton (1966)
- Gwendolyn Killebrew, Mezzosopran (1966)
- Evelyn Mandac, Sopran (1966)
- Marylyn Mulvey, Sopran (1966)
- Gail Robinson, Sopran (1966)
- Annie Walker, Sopran (1966)
- Costanza Cuccaro, Sopran (1967)
- Sakiko Kanamori, Sopran (1967)
- Paula Page, Sopran (1967)
- Jacquelyn Benson, Sopran (1968)
- William Cochran, Tenor (1968)
- Patricia Craig, Sopran (1968)
- Judith Forst, Mezzosopran (1968)
- Glenys Fowles, Sopran (1968)
- Gwendolyn Jones, Mezzosopran (1968)
- Jessye Norman, Sopran (1968)
- Nancy Shade, Sopran (1968)
- Ruth Welting, Sopran (1968)
- Loretta Ziskin, Sopran (1968)
- Elaine Cormany, Sopran (1969)
- Gilda Cruz-Romo, Sopran (1969)
- James Johnson, Bassbariton (1969)
- Eugenie Chopin Watson, Sopran (1969)
- Frederica von Stade, Mezzosopran (1969)

### 1970 bis 1979
- Jeannine Altmeyer, Sopran (1970)
- Barbara Pearson, Sopran (1971)
- Christine Weidinger, Sopran (1972)
- Douglas Ahlstedt, Tenor (1973)
- Alma Jean Smith, Sopran (1974)
- Carmen Balthrop, Sopran (1975)
- John Carpenter, Tenor (1976)
- Ashley Putnam, Sopran (1976)
- Vinson Cole, Tenor (1977)
- Wendy White, Mezzosopran (1978)
- Winifred Faix Brown, Sopran (1978)
- Jane Bunnell, Mezzosopran (1979)
- Pamela Hicks, Sopran (1979)
- Dianne Iauco, Mezzosopran (1979)
- Sandra McClain, Sopran (1979)
- Robert McFarland, Bariton (1979)
- Jan Opalach, Bassbariton (1979)
- Robert Wood Overman, Bariton (1979)
- Natalia Rom, Sopran (1979)
- Susan St. John, Sopran (1979)
- Michael Talley, Tenor (1979)
- Delores Ziegler, Mezzosopran (1979)

### 1980 bis 1989
- Marjo Carroll, Sopran (1980)
- Louise Deal-Pluymen, Sopran (1980)
- John Fowler, Tenor (1980)
- Kevin Langan, Bass (1980)
- Darren Nimnicht, Bariton (1980)
- Lani Norskog, Sopran (1980)
- Robin Reed, Tenor (1980)
- Leslie Richards, Mezzosopran (1980)
- Margaret Vazquez, Sopran (1980)
- Lauren Wagner, Sopran (1980)
- Thomas Woodman, Bariton (1980)
- Laurence Albert, Bass (1981)
- Lawrence Bakst, Tenor (1981)
- Rebecca Cook, Sopran (1981)
- Gail Dobish, Sopran (1981)
- Gail Dubinbaum, Mezzosopran (1981)
- Susan Dunn, Sopran (1981)
- Joyce Guyer, Sopran (1981)
- Thomas Hampson, Bariton (1981)
- Diane Kesling, Mezzosopran (1981)
- Laura Brooks Rice, Mezzosopran (1981)
- Valerie Yova, Sopran (1981)
- Lucille Beer, Mezzosopran (1982)
- Angela Maria Blasi, Sopran (1982)
- Pamela Coburn, Sopran (1982)
- Carla Cook, Mezzosopran (1982)
- Nancy Gustafson, Sopran (1982)
- Hong Hei-Kyung, Sopran (1982)
- Walter MacNeil, Tenor (1982)
- Sylvia McNair, Sopran (1982)
- Katharine Ritz, Sopran (1982)
- Kathleen Segar, Mezzosopran (1982)
- Eduardo Villa, Tenor (1982)
- Harolyn Blackwell, Sopran (1983)
- Linda Caple, Mezzosopran (1983)
- Jean Glennon, Sopran (1983)
- Elizabeth Holleque, Sopran (1983)
- Ellen Kerrigan, Sopran (1983)
- Joanne Kolomyjec, Sopran (1983)
- Alessandra Marc, Sopran (1983)
- Cecily Nall, Sopran (1983)
- Herbert Perry, Bassbariton (1983)
- Jo Ann Pickens, Sopran (1983)
- Stella Zambalis, Sopran (1983)
- Elaine Arandes, Sopran (1984)
- Philip Bologna, Tenor (1984)
- Richard Croft, Tenor (1984)
- Gerald Dolter, Bariton (1984)
- Marcus Haddock, Tenor (1984)
- Theresa Hamm, Sopran (1984)
- Cynthia Lawrence, Sopran (1984)
- Emily Manhart, Mezzosopran (1984)
- Lisa Saffer, Sopran (1984)
- Nova Thomas, Sopran (1984)
- Jonathan Welch, Tenor (1984)
- Stephen Biggers, Bariton (1985)
- Maryte Bizinkauskas, Sopran (1985)
- Philip Cokorinos, Bassbariton (1985)
- Richard Cowan, Bassbariton (1985)
- Julia Faulkner, Sopran (1985)
- Anne Johnson, Sopran (1985)
- Victoria Livengood, Mezzosopran (1985)
- Deborah Voigt, Sopran (1985)
- Karen Williams, Sopran (1985)
- Margaret Jane Wray, Sopran (1985)
- Donna Maria Zapola, Sopran (1985)
- Mark Baker, Tenor (1986)
- Susan Bender, Sopran (1986)
- Andrea Cawelti, Sopran (1986)
- Mark S. Doss, Bass (1986)
- Gordon Hawkins, Bariton (1986)
- Barbara Kilduff, Sopran (1986)
- Kim Marie Kodes, Mezzosopran (1986)
- Marilyn Mims, Sopran (1986)
- Stanford Olsen, Tenor (1986)
- Deidra Palmour, Mezzosopran (1986)
- Michael Sylvester, Tenor (1986)
- Ned Barth, Bariton (1987)
- Mary Burt, Mezzosopran (1987)
- Deborah Lynn Cole, Sopran (1987)
- Janet Folta, Sopran (1987)
- Amanda Halgrimson, Sopran (1987)
- Nikki Li Hartliep, Sopran (1987)
- Frederic Kalt, Tenor (1987)
- Mi-Hae Park, Sopran (1987)
- Celeste Tavera, Sopran (1987)
- Steven Tharp, Tenor (1987)
- Blythe Walker, Sopran (1987)
- Elizabeth Carter, Sopran (1988)
- Richard Drews, Tenor (1988)
- Renée Fleming, Sopran (1988)
- Haijing Fu, Bariton (1988)
- Susan Graham, Mezzosopran (1988)
- Ben Heppner, Tenor (1988)
- Wendy Hoffman, Mezzosopran (1988)
- Carolyn James, Sopran (1988)
- Lynda Keith, Sopran (1988)
- Heidi Grant Murphy, Sopran (1988)
- LeRoy Villanueva, Bariton (1988)
- Christine Brewer, Sopran (1989)
- Dong-Jian Gong, Bass (1989)
- Dominique Labelle, Sopran (1989)
- Ning Liang, Mezzosopran (1989)
- Mary Mills, Sopran (1989)
- Mark Oswald, Bariton (1989)
- Kevin Short, Bassbariton (1989)
- Tichina Vaughn, Mezzosopran (1989)
- Rosa Vento, Sopran (1989)
- Verónica Villarroel, Sopran (1989)

### 1990 bis 1999
- Jeanne-Michelle Charbonnet, Sopran (1990)
- Steven Combs, Bariton (1990)
- Catherine Cook, Mezzosopran (1990)
- Adrienne Dugger, Sopran (1990)
- Clare Mueller, Sopran (1990)
- Susan Owen, Sopran (1990)
- Phyllis Pancella, Mezzosopran (1990)
- Kitt Reuter-Foss, Mezzosopran (1990)
- Rebecca Russell, Mezzosopran (1990)
- Young-Ok Shin, Sopran (1990)
- Roy Cornelius Smith, Tenor (1990)
- Brian Asawa, Countertenor (1991)
- Demareus Cooper, Sopran (1991)
- Elizabeth Futral, Sopran (1991)
- Paul Groves, Tenor (1991)
- Derrick Lawrence, Bassbariton (1991)
- Hong-Shen Li, Tenor (1991)
- Kenneth Tarver, Tenor (1991)
- Yalun Zhang, Bariton (1991)
- Youmi Cho, Sopran (1992)
- Michelle DeYoung, Mezzosopran (1992)
- Yvonne Gonzales, Sopran (1992)
- Clare Gormley, Sopran (1992)
- Michaela Gurevich, Sopran (1992)
- Marie Plette, Sopran (1992)
- Christopher Schaldenbrand, Bariton (1992)
- Tony Stevenson, Tenor (1992)
- Seung Won Choi, Tenor (1993)
- Margaret Lattimore, Mezzosopran (1993)
- Ray M. Wade, Tenor (1993)
- Kathryn Krasovec, Mezzosopran (1993)
- Emily Ann Pulley, Sopran (1993)
- Ainhoa Arteta, Sopran (1993)
- Elizabeth Bishop, Mezzosopran (1993)
- Dennis McNeil, Tenor (1993)
- Norah Amsellem, Sopran (1994)
- John Robert Autry, Bariton (1994)
- Stephanie Blythe, Mezzosopran (1994)
- Sheryl H. Cohen, Sopran (1994)
- Nathan Gunn, Bariton (1994)
- Olga Makarina, Sopran (1994)
- Mark Edward McCrory, Bassbariton (1994)
- John J. Osborn, Tenor (1994)
- Svetlana Serdar, Mezzosopran (1994)
- Daniel Sumegi, Bass (1994)
- Michael Chioldi, Bariton (1995)
- Robert Crowe, Countertenor (1995)
- Amelia Farrugia, Sopran (1995)
- Anita Johnson, Sopran (1995)
- Sujung Kim, Sopran (1995)
- Aline Kutan, Sopran (1995)
- Kelley Nassief, Sopran (1995)
- Sondra Radvanovsky, Sopran (1995)
- Gregory J. Turay, III, Tenor (1995)
- Jon Villars, Tenor (1995)
- Leah Creek, Mezzosopran (1996)
- Tamara Lynn Hummel, Sopran (1996)
- Daniele LeBlanc, Mezzosopran (1996)
- Lester Lynch, Bariton (1996)
- Elizabeth Norman, Sopran (1996)
- Eric Owens, Bass (1996)
- Jami Rogers, Sopran (1996)
- Jung-Hack Seo, Bariton (1996)
- Lynette Tapia, Sopran (1996)
- Isabel Bayrakdarian, Sopran (1997)
- Angela Brown, Sopran (1997)
- Alexandra Deshorties, Sopran (1997)
- Karen Henrikson, Sopran (1997)
- Sandra Yvonne Lopez, Sopran (1997)
- Mary Petro, Sopran (1997)
- Susan Tilbury, Sopran (1997)
- Andrea Trebnik, Mezzosopran (1997)
- Mark Uhlemann, Bassbariton (1997)
- Jennifer Welch, Sopran (1997)
- Eric Cutler, Tenor (1998)
- Philip Horst, Bassbariton (1998)
- Kyle Ketelsen, Bassbariton (1998)
- Mariateresa Magisano, Mezzosopran (1998)
- Keith Phares, Bariton (1998)
- Jane Shivick, Sopran (1998)
- Indra Thomas, Sopran (1998)
- David Walker, Countertenor (1998)
- Chen-Ye Yuan, Bariton (1998)
- Maria Zifchak, Mezzosopran (1998)
- Kelly Kaduce, Sopran (1999)
- Meagan Miller, Sopran (1999)
- Jossie Pérez, Mezzosopran (1999)
- Barbara Quintiliani, Sopran (1999)
- Stacey Rishoi, Mezzosopran (1999)

### 2000 bis 2009
- Elizabeth Batton, Mezzosopran (2000)
- Esther Heideman, Sopran (2000)
- Lindsay Killian, Sopran (2000)
- Latonia Moore, Sopran (2000)
- Todd Wilander, Tenor (2000)
- Lawrence Brownlee, Tenor (2001)
- Melissa Citro, Sopran (2001)
- Rachelle Durkin, Sopran (2001)
- Jesús Garcia, Tenor (2001)
- Kristine Winkler, Sopran (2001)
- Carolyn Betty, Sopran (2002)
- Philippe Castagner, Tenor (2002)
- Twyla Robinson, Sopran (2002)
- James Valenti, Tenor (2002)
- Alyson Cambridge, Sopran (2003)
- Michael Maniaci, Countertenor (2003)
- Christina Pier, Sopran (2003)
- Christian Van Horn, Bass (2003)
- Meredith Arwady, Alt (2004)
- Claudia Huckle, Mezzosopran (2004)
- Laquita Mitchell, Sopran (2004)
- Jordan Bisch, Bass (2005)
- Lisette Oropesa, Sopran (2005)
- Susanna Phillips, Sopran (2005)
- Rodell Aure Rosel, Tenor (2005)
- Paul Corona, Bass (2006)
- Holli Harrison, Sopran (2006)
- Katherine Jolly, Sopran (2006)
- Marjorie Owens, Sopran (2006)
- Donovan Singletary, Bassbariton (2006)
- Jamie Barton, Mezzosopran (2007)
- Michael Fabiano, Tenor (2007)
- Angela Meade, Sopran (2007)
- Alek Shrader, Tenor (2007)
- Ryan Smith, Tenor (2007)
- Amber L. Wagner, Sopran (2007)
- Erich René Barbera, Tenor (2008)
- Jennifer Johnson Cano, Mezzosopran (2008)
- Daveda Karanas, Mezzosopran (2008)
- Simone Osborne, Sopran (2008)
- Edward Parks, Bariton (2008)
- Paul Appleby, Tenor (2009)
- Anthony Roth Costanzo, Countertenor (2009)
- Sung Eun Lee, Tenor (2009)
- Nadine Sierra, Sopran (2009)

### 2010 bis 2019
- Leah Crocetto, Sopran (2010)
- Lori Guilbeau, Sopran (2010)
- Elliot Madore, Bariton (2010)
- Nathaniel Peake, Tenor (2010)
- Rachel Willis-Sørensen, Sopran (2010)
- Joseph Barron, Bassbariton (2011)
- Ryan Speedo Green, Bassbariton (2011)
- Michelle Johnson, Sopran (2011)
- Joseph Lim, Bariton (2011)
- Philippe Sly, Bassbariton (2011)
- Janai Brugger, Sopran (2012)
- Anthony Clark Evans, Bariton (2012)
- Matthew Grills, Tenor (2012)
- Margaret Mezzacappa, Mezzosopran (2012)
- Andrey Nemzer, Countertenor (2012)
- Michael Brandenburg, Tenor (2013)
- Brandon Cedel, Bassbariton (2013)
- Sydney Mancasola, Sopran (2013)
- Musa Ngqungwana, Bassbariton (2013)
- Rebecca Pedersen, Sopran (2013)
- Thomas Richards, Bassbariton  (2013)
- Julie Adams, Sopran (2014)
- Patrick Guetti, Bass (2014)
- Ao Li, Bassbariton (2014)
- Yi Li, Tenor (2014)
- Amanda Woodbury, Sopran (2014)
- Nicholas Brownlee, Bassbariton (2015)
- Marina Costa-Jackson, Sopran (2015)
- Joseph Dennis, Tenor (2015)
- Reginald Smith Jr., Bariton (2015)
- Virginie Verrez, Mezzosopran (2015)
- Emily D’Angelo, Mezzosopran (2016)
- Yelena Dyachek, Sopran (2016)
- Sol Jin, Bariton (2016)
- Jakub Józef Orliński, Countertenor (2016)
- Sean Michael Plumb, Bariton (2016)
- Kristen MacKinnon, Sopran (2017)
- Vanessa Vasquez, Sopran (2017)
- Richard Smagur, Tenor (2017)
- Samantha Hankey, Mezzosopran (2017)
- Aryeh Nussbaum Cohen, Countertenor (2017)
- Kyle van Schoonhoven, Tenor (2017)
- Ashley Dixon, Mezzosopran (2018)
- Jessica Faselt, Sopran (2018)
- Madison Leonard, Sopran (2018)
- Carlos Enrique Santelli, Tenor (2018)
- Hongni Wu, Mezzosopran (2018)
- Thomas Glass, Bariton (2019)
- Miles Mykkanen, Tenor (2019)
- William Guanbo Su, Bass (2019)
- Elena Villalón, Sopran (2019)
- Michaela Wolz, Mezzosopran (2019)

### 2020 bis 2099
- Gabrielle Beteag, Mezzosopran (2020)
- Blake Denson, Bariton (2020)
- Jonah Hoskins, Tenor (2020)
- Alexandria Shiner, Sopran (2020)
- Denis Vélez, Sopran (2020)
- Duke Kim, Tenor (2021)
- Hyoyoung Kim, Sopran (2021)
- Raven McMillon, Sopran (2021)
- Emily Sierra, Mezzosopran (2021)
- Emily Treigle, Mezzosopran (2021)
- Le Bu, Bassbariton (2022)
- Matthew Cairns, Tenor (2022)
- Alexandra Razskazoff, Sopran (2022)
- Julie Roset, Sopran (2022)
- Anne Marie Stanley, Mezzosopran (2022)
- Esther Tonea, Sopran (2022)
- León, Anthony, Tenor (2023)
- Lewis, Natalie, Mezzosopran (2023)
- Perrotta, Teresa, Sopran (2023)
- Saturnino, Sarah, Mezzosopran (2023)
- Simmons, Christian, Bassbariton (2023)
- Wohlgemuth, Meredith, Sopran (2023)
- Daniel Espinal, Tenor (2024)
- Lydia Grindatto, Sopran (2024)
- Navasard Hakobyan, Bariton (2024)
- Meridian Prall, Mezzosopran (2024)
- Emily Richter, Sopran (2024)
- Sadie Cheslak, Mezzosopran (2025)
- Alissa Goretsky, Sopran (2025)
- Emma Marhefka, Sopran (2025)
- Michelle Mariposa, Mezzosopran (2025)
- Luke Sutliff, Bariton (2025)